# Finskt myskgräs
Finskt myskgräs (Hierochloë australis) är en gräsart som först beskrevs av Heinrich Adolph Schrader, och fick sitt nu gällande namn av Johann Jakob Roemer och Schult.. Finskt myskgräs ingår i släktet myskgräs, och familjen gräs. Inga underarter finns listade i Catalogue of Life. Arten har ej påträffats i Sverige.

## Bildgalleri

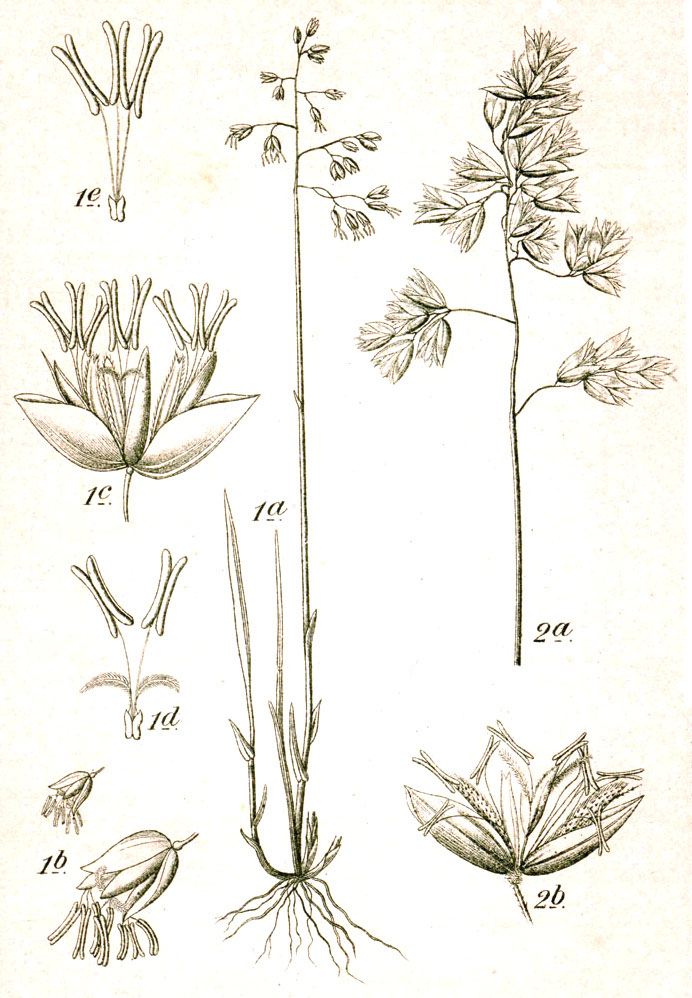